# Titularbistum Lamasba
Lamasba ist ein Titularbistum der römisch-katholischen Kirche.
Die in Nordafrika gelegene Stadt war ein alter römischer Bischofssitz, der im 7. Jahrhundert mit der islamischen Expansion unterging. Er lag an der Westgrenze der römischen Provinz Numidien, das heutige Mérouana in Algerien.
| Titularbischöfe von Lamasba |                              |                                                                     |                   |                   |
| Nr.                         | Name                         | Amt                                                                 | von               | bis               |
| 1                           | Eduardo Vásquez OP           |                                                                     | 30. Dezember 1853 | 12. Dezember 1856 |
| 2                           | Paul Francis Tanner          | Generalsekretär der Bischofskonferenz der Vereinigten Staaten (USA) | 18. Oktober 1965  | 15. Februar 1968  |
| 3                           | Wolfgang Große               | Weihbischof in Essen (Deutschland)                                  | 12. Oktober 1968  | 15. Februar 2001  |
| 4                           | Vincent Michael Rizzotto     | Weihbischof in Galveston-Houston (USA)                              | 22. Juni 2001     | 17. Januar 2021   |
| 5                           | Francisco Figueroa Cervantes | Weihbischof in Zamora (Mexiko)                                      | 29. Mai 2021      |                   |